# Emiel De Visschere
Emiel De Visschere (Ruddervoorde, 11 december 1861 - Brugge, 14 juni 1910) was een Belgisch advocaat, gemeenteraadslid van Brugge en Vlaams voorman.

## Levensloop
Emiel De Visschere werd in 1886 doctor in de rechten aan de Katholieke Universiteit Leuven en vestigde zich als advocaat in Brugge. In zijn studententijd was hij actief en was, samen met onder meer Hector Lebon, Adolf Pauwels, Emiel Schiltz en Alfons Depla, verantwoordelijk voor de heropleving van de katholieke Vlaamse studentenbeweging, na de dood van Albrecht Rodenbach. Dit mondde uit in de stichting van de radicale Vlaamsche Strijdersbond. De Visschere zorgde voor steun aan de katholieke scholierenbeweging. Hij was ook actief in de 'Landdagbeweging'. Op de Landdag van 1886 in Antwerpen riep hij op tot strijd voor de vernederlandsing van het onderwijs. Net voor hij in 1886 Leuven verliet, stelde hij het eerste nummer voor van De Vlaamsche Leeuw, een blad met een radicaal Vlaams programma.
Na zijn vestiging als advocaat in Brugge, bleef hij actief in de studentenbeweging. In december 1886 was hij medestichter en eerste hoofdman van de Oud-Hoogstudentenbond van West-Vlaanderen. Hij ondersteunde de reorganisatie van de West-Vlaamse scholierenwerking in de richting van taalpolitieke actie. Zijn vriend uit Ruddervoorde, Hendrik Priem, bracht de werking vanaf 1888 op gang. In 1890 was hij medestichter van het Katholiek Vlaamsch Studentenverbond en werd hoofdman voor West-Vlaanderen.
Pas in Brugge gevestigd werd hij lid van de flamingantische grievencommissie De Vrije Vlamingen, opgericht in de schoot van de katholieke partij. Samen met Gustave Stock, Camiel Moeyaert en Eugeen-Karel Van Steenkiste stichtte hij een strijdblad onder de titel De Klauwaert. Deze groep evolueerde sterk in de richting van het christendemocratisch daensisme, maar bleef niettemin trouw aan de katholieke partij. In april 1888 werd De Visschere nochtans uit de Brugse katholieke kring La Concorde gesloten, onder de verdenking dat hij in De Klauwaert de scherpe aanval had geschreven die erin was verschenen tegen La Concorde als het  "verfranste nest" van de katholieke partij. Het belet niet dat hij enkele jaren later op de katholieke lijst voor de gemeenteraadsverkiezingen werd opgesteld en van 1895 tot 1899 als gemeenteraadslid zetelde. Tijdens die eerder korte periode, spande hij zich in zich in voor het gebruik van het Nederlands in de Brugse gemeenteraad en verdedigde hij de christendemocratische idealen van het daensisme ten gunste van de arbeidersklasse.
In 1890 stichtte hij de Vlaamsche Gildenbond, die zich onder meer met de Guldensporenvieringen belastte. De Visschere was ook lid van de Sprekersbond, een christendemocratischgezinde groep. In 1891  stichtte hij, samen met Kamiel Van Caneghem, de Vlaamsche Katholieke Landsbond, een koepelorganisatie waarvan hij in 1897 secretaris werd en een paar jaar later voorzitter. In 1904 stichtte hij het driemaandelijks blad Christen Vlaanderen en was er hoofdredacteur van. In 1909 stichtte hij Kristen Vlaamsch Volk, een zondagsblad waarvan hij eveneens de hoofdredacteur was.
De Visschere was nog geen vijftig toen aan dit actieve leven een onverwacht einde kwam.

## Familie
Emiel De Visschere trouwde met Maria Van de Vyvere (1868-1946). Ze kregen zeven kinderen:
- Twee zoons stierven kort na de geboorte.
- Twee dochters werden kloosterzuster.
- De oudste zoon werd priester van het bisdom Brugge.
- Frans-Emiel De Visschere (1909-1965) werd advocaat in Brussel en hoogleraar in Leuven, alvorens de eerste secretaris-generaal te worden van het Belgisch Vast Wervingssecretariaat. Hij publiceerde:
  - Het gemeentelijk belastigsgebied en de financiële verhouding, 1937.
  - Het stelsel der economische reglementering, 1948.
  - Algemene theorie  der rechtshandelingen van het openbaar bestuur, 1966 (postuum).
- Maria De Visschere (1898-1990) trouwde met Antoine Delva (1893-1951), stadssecretaris van Brugge.
  - Jan Delva (1923-1998) werd voorzitter van het Belgisch Arbitragehof.

De schoonbroer van Emiel de Visschere was burggraaf Aloys Van de Vyvere (1871-1961).

## Publicaties
- Eeuwfeesten 1301-1902. Naar Groeninge. Waarom het katholieke Vlaanderen in 1902 eeuwfeest viert, Brugge, 1902.